# Rhinos Milano 1978
Questa voce raccoglie le informazioni riguardanti i Rhinos Milano nelle competizioni ufficiali della stagione 1978.

## Panoramica
Nel 1978 il football americano in Italia era ancora in fase embrionale. Nel 1977 era stato giocato un "Torneo della stampa sportiva", in cui quattro squadre dai nomi italiani e sponsorizzate da giornali sportivi (in realtà, però, espressioni di altrettante basi NATO) si confrontarono sul terreno di Massa. Non si giocarono altri tornei fra squadre italiane fino al 1980 (le squadre esistenti prendevano però parte alla Northern Italian Football League), ma nel 1978 fu giocato il primo incontro amichevole fra due squadre italiane, i Rhinos Milano e i Frogs Gallarate.

## Amichevoli
| Busto Arsizio 25 giugno 1978 | Frogs Gallarate | 0 – 34 | Rhinos Milano | Stadio Carlo Speroni |

## Northern Italian Football League

### Regular season
| Milano 2 settembre 1978 Week 1 | Rhinos Milano | 0 – 50 | Rangers Tirrenia | Campo Giuriati |

| Milano 9 settembre 1978 Week 2 | Rhinos Milano | 6 – 32 | Geronimos Vicenza | Campo Giuriati |

| Vicenza 1978 | Blue Knights Vicenza | ? – ? | Rhinos Milano | Caserma Ederle |

| 1978 | Geronimos Vicenza | ? – ? | Rhinos Milano |  |

| Pisa 1978 | Rangers Tirrenia | ? – ? | Rhinos Milano | Camp Darby Field |

| 1978 | Red Machine Aviano | ? – ? | Rhinos Milano |  |

| Aviano 1978 Week 7 | Eagles Aviano | 62 – 0 (16-0 6-0 32-0 8-0) | Rhinos Milano |  |
| \| \| \| \| \| Charles Q1 (TD) 1yd run Fletcher Q1 (tpc) action Fletcher Q1 (TD) 11yd pass from Price Freeman Q1 (tpc) action Clark Q2 (TD) 1yd run Nolan Q3 (TD) 39yd pass from Price Freeman Q3 (tpc) action Freeman Q3 (TD) 10yd run Nolan Q3 (tpc) action Leach Q3 (saf) Jones Q3 (TD) 13yd run Freeman Q3 (tpc) action Leach Q3 (TD) 13yd fumble return Nolan Q4 (TD) 17yd pass from Price Price Q4 (tpc) action \| Marcatori \| \| |               |                            |               |  |
| |               |                            |               |  |
| Charles Q1 (TD) 1yd run Fletcher Q1 (tpc) action Fletcher Q1 (TD) 11yd pass from Price Freeman Q1 (tpc) action Clark Q2 (TD) 1yd run Nolan Q3 (TD) 39yd pass from Price Freeman Q3 (tpc) action Freeman Q3 (TD) 10yd run Nolan Q3 (tpc) action Leach Q3 (saf) Jones Q3 (TD) 13yd run Freeman Q3 (tpc) action Leach Q3 (TD) 13yd fumble return Nolan Q4 (TD) 17yd pass from Price Price Q4 (tpc) action                                   | Marcatori     |                            |               |  |

| Milano 1978 | Rhinos Milano | ? – ? | Blue Knights Vicenza | Campo Giuriati |

| Milano 1978 | Rhinos Milano | ? – ? | Eagles Aviano | Campo Giuriati |

| Milano 1978 | Rhinos Milano | ? – ? | Red Machine Aviano | Campo Giuriati |

## Statistiche di squadra
| Competizione | %Vittorie | In casa | In casa | In casa | In casa | In casa | In casa | In trasferta | In trasferta | In trasferta | In trasferta | In trasferta | In trasferta | Totale | Totale | Totale | Totale | Totale | Totale |
| Competizione | %Vittorie | G       | V       | N       | P       | Pf      | Ps      | G            | V            | N            | P            | Pf           | Ps           | G      | V      | N      | P      | Pf     | Ps     |
| ------------ | --------- | ------- | ------- | ------- | ------- | ------- | ------- | ------------ | ------------ | ------------ | ------------ | ------------ | ------------ | ------ | ------ | ------ | ------ | ------ | ------ |
| NIFL         | .100      | 5       | ?       | 0       | 2+?     | 6+?     | 82+?    | 5            | ?            | 0            | 1+?          | 0+?          | 62+?         | 10     | 1      | 0      | 9      | 6+?    | 144+?  |
| Amichevoli   | 1.000     | -       | -       | -       | -       | -       | -       | 1            | 1            | 0            | 0            | 34           | 0            | 1      | 1      | 0      | 0      | 34     | 0      |
| Totale       | .182      | 5       | ?       | 0       | 2+?     | 6+?     | 82+?    | 6            | 1+?          | 0            | 1+?          | 34+?         | 62+?         | 11     | 2      | 0      | 9      | 40+?   | 144+?  |